# Kolbuszowa (plaats)
Kolbuszowa is een stad in het Poolse woiwodschap Subkarpaten, gelegen in de powiat Kolbuszowski. De oppervlakte bedraagt 7,94 km², het inwonertal 9160 (2005).

## Verkeer en vervoer
- Station Kolbuszowa

## Geboren
- Marek Bajor (1970), voetballer en voetbalcoach